# Синхронне плавання на Чемпіонаті світу з водних видів спорту 1982
Змагання з синхронного плавання на Чемпіонаті світу з водних видів спорту 1982 відбулися в Гуаякілі (Еквадор).

## Таблиця медалей
| Місце              | Країна             | Золото | Срібло | Бронза | Загалом |
| ------------------ | ------------------ | ------ | ------ | ------ | ------- |
| 1                  | Канада (CAN)       | 2      | 1      | 0      | 3       |
| 2                  | США (USA)          | 1      | 2      | 0      | 3       |
| 3                  | Японія (JPN)       | 0      | 0      | 3      | 3       |
| Загалом (3 збірні) | Загалом (3 збірні) | 3      | 3      | 3      | 9       |

## Медальний залік
| Дисципліна | Золото                                         | Срібло                                      | Бронза                                         |
| Соло       | Трейсі Руїз (USA) 192.300                      | Келлі Крічка (CAN) 188.983                  | Мівако Мотойосі (JPN) 181.600                  |
| Дует       | Шерон Гембрук (CAN) Келлі Крічка (CAN) 190.541 | Кенді Кості (USA) Трейсі Руїз (USA) 188.650 | Ікуко Абе (JPN) Масако Фудзівара (JPN) 181.900 |
| Група      | Канада (CAN) 188.258                           | США (USA) 186.832                           | Японія (JPN) 182.050                           |